# Ligat ha'Al (baloncesto) 2012-13
La Ligat ha'Al 2012-13 fue la edición número 59 de la Ligat ha'Al, la máxima competición de baloncesto de Israel. La temporada regular comenzó el 14 de octubre de 2012 y acabó el 13 de junio de 2013. El campeón fue el Maccabi Haifa, que lograba su primer título, mientras que el Ironi Ashkelon descendió a la Liga Leumit.

## Equipos Temporada 2012/13
| Equipo                | Ciudad        | Estadio                | Capacidad |
| --------------------- | ------------- | ---------------------- | --------- |
| Barak Netanya         | Netanya       | Yeshurun               | 1,000     |
| Bnei Herzliya         | Herzliya      | HaYovel Herzliya       | 1,500     |
| Hapoel Eilat          | Eilat         | Begin Arena            | 1,490     |
| Hapoel Gilboa Galil   | Gan Ner       | Gan Ner Sports Hall    | 2,100     |
| Hapoel Holon          | Holon         | Holon Toto Hall        | 5,400     |
| Hapoel Jerusalem      | Jerusalem     | Jerusalem Payis Arena  | 11,000    |
| Hapoel Tel Aviv       | Tel Aviv      | Drive in Arena         | 3,504     |
| Ironi Ashkelon        | Ashkelon      | Ashkelon Sports Arena  | 3,000     |
| Maccabi Ashdod        | Ashdod        | HaKiriya Arena         | 2,200     |
| Maccabi Haifa         | Haifa         | Romema Arena           | 5,000     |
| Maccabi Rishon LeZion | Rishon LeZion | Beit Maccabi Rishon    | 2,500     |
| Maccabi Tel Aviv      | Tel Aviv      | Menora Mivtachim Arena | 10,383    |

## Resultados

### Temporada regular
|     | Equipo                | PJ | G  | P  | PF   | PC   | Dp   | Pts |
| --- | --------------------- | -- | -- | -- | ---- | ---- | ---- | --- |
| 1.  | Maccabi Tel Aviv      | 27 | 22 | 5  | 2279 | 1917 | +362 | 49  |
| 2.  | Maccabi Haifa         | 27 | 17 | 10 | 2224 | 2150 | +74  | 44  |
| 3.  | Hapoel Eilat          | 27 | 17 | 10 | 2160 | 2059 | +101 | 44  |
| 4.  | Barak Netanya         | 27 | 15 | 12 | 2095 | 2065 | +30  | 42  |
| 5.  | Hapoel Jerusalem      | 27 | 13 | 14 | 2226 | 2204 | +22  | 40  |
| 6.  | Maccabi Rishon LeZion | 27 | 12 | 15 | 2112 | 2145 | -33  | 39  |
| 7.  | Hapoel Gilboa Galil   | 27 | 14 | 13 | 2125 | 2137 | -12  | 41  |
| 8.  | Hapoel Tel Aviv       | 27 | 13 | 14 | 1981 | 2027 | -46  | 40  |
| 9.  | Hapoel Holon          | 27 | 12 | 15 | 2127 | 2144 | -17  | 39  |
| 10. | Maccabi Ashdod        | 27 | 11 | 16 | 2202 | 2300 | -98  | 38  |
| 11. | Bnei Herzliya         | 27 | 10 | 17 | 2210 | 2356 | -146 | 37  |
| 12. | Ironi Ashkelon        | 27 | 6  | 21 | 2094 | 2331 | -237 | 33  |

|  | Clasificados para Playoffs              |
|  | Clasificados para Playoffs tras 2ª fase |
|  | Descendido a Liga Leumit                |

### Playoffs
|  | Cuartos de final | Cuartos de final      | Cuartos de final |                  |    | Semifinales      | Semifinales | Semifinales |  |   | Final            | Final | Final |  |
|  |                  |                       |                  |                  |    |                  |             |             |  |   |                  |       |       |  |
|  |                  |                       |                  |                  |    |                  |             |             |  |   |                  |       |       |  |
|  | 1                | Maccabi Tel Aviv      | 3                |                  |    |                  |             |             |  |   |                  |       |       |  |
|  | 1                | Maccabi Tel Aviv      | 3                |                  |    |                  |             |             |  |   |                  |       |       |  |
|  | 8                | Hapoel Tel Aviv       | 0                |                  |    |                  |             |             |  |   |                  |       |       |  |
|  | 8                | Hapoel Tel Aviv       | 0                |                  | 1  | Maccabi Tel Aviv | 3           |             |  |   |                  |       |       |  |
|  |                  |                       |                  |                  | 1  | Maccabi Tel Aviv | 3           |             |  |   |                  |       |       |  |
|  |                  |                       | 5                | Hapoel Jerusalem | 0  |                  |             |             |  |   |                  |       |       |  |
|  | 4                | Barak Netanya         | 5                | Hapoel Jerusalem | 0  | 2                |             |             |  |   |                  |       |       |  |
|  | 4                | Barak Netanya         |                  |                  |    |                  |             |             |  |   |                  |       |       |  |
|  | 5                | Hapoel Jerusalem      | 3                |                  |    |                  |             |             |  |   |                  |       |       |  |
|  | 5                | Hapoel Jerusalem      | 3                |                  |    |                  |             |             |  | 1 | Maccabi Tel Aviv | 79    |       |  |
|  |                  |                       |                  |                  |    |                  |             |             |  | 1 | Maccabi Tel Aviv | 79    |       |  |
|  |                  |                       | 3                | Maccabi Haifa    | 86 |                  |             |             |  |   |                  |       |       |  |
|  | 2                | Maccabi Haifa         | 3                | Maccabi Haifa    | 86 | 3                |             |             |  |   |                  |       |       |  |
|  | 2                | Maccabi Haifa         |                  |                  |    |                  |             |             |  |   |                  |       |       |  |
|  | 7                | Hapoel Gilboa Galil   | 0                |                  |    |                  |             |             |  |   |                  |       |       |  |
|  | 7                | Hapoel Gilboa Galil   | 0                |                  | 2  | Maccabi Haifa    | 3           |             |  |   |                  |       |       |  |
|  |                  |                       |                  |                  | 2  | Maccabi Haifa    | 3           |             |  |   |                  |       |       |  |
|  |                  |                       | 3                | Hapoel Eilat     | 2  |                  |             |             |  |   |                  |       |       |  |
|  | 3                | Hapoel Eilat          | 3                | Hapoel Eilat     | 2  | 3                |             |             |  |   |                  |       |       |  |
|  | 3                | Hapoel Eilat          |                  |                  |    |                  |             |             |  |   |                  |       |       |  |
|  | 6                | Maccabi Rishon LeZion | 2                |                  |    |                  |             |             |  |   |                  |       |       |  |
|  | 6                | Maccabi Rishon LeZion | 2                |                  |    |                  |             |             |  |   |                  |       |       |  |
|  |                  |                       |                  |                  |    |                  |             |             |  |   |                  |       |       |  |

#### Cuartos de final
Los cuartos de final se jugaron al mejor de 5 partidos. El equipo con mejor posición al término de la temporada regular acogería los partidos 1,3 y 5 (si fueran necesarios), mientras que el equipo peor clasificado lo haría con los partidos 2 y 4.
| Equipo #1            | Final | Equipo #2                 | Partido 1 8–9 de mayo | Partido 2 12–13 de mayo | Partido 3 16 de mayo | Partido 4 19–20 de mayo | Partido 5 23 de mayo |
| -------------------- | ----- | ------------------------- | --------------------- | ----------------------- | -------------------- | ----------------------- | -------------------- |
| Maccabi Tel Aviv (1) | 3–0   | (8) Hapoel Tel Aviv       | 76-68                 | 80-67                   | 76-74                |                         |                      |
| Maccabi Haifa (2)    | 3–0   | (7) Hapoel Gilboa Galil   | 87-85                 | 93-81                   | 93-87                |                         |                      |
| Hapoel Eilat (3)     | 3–2   | (6) Maccabi Rishon LeZion | 77-79                 | 91-63                   | 69-67                | 70-79                   | 91-80                |
| Barak Netanya (4)    | 2–3   | (5) Hapoel Jerusalem      | 80-87                 | 68-87                   | 92-69                | 73-70                   | 68-79                |

#### Semifinales
Las semifinales se jugaron al mejor de 5 partidos. El equipo con mejor posición al término de la temporada regular acogería los partidos 1,3 y 5 (si fueran necesarios), mientras que el equipo peor clasificado lo haría con los partidos 2 y 4.
| Equipo #1            | Final | Equipo #2            | Partido 1 26-27 de mayo | Partido 2 29-30 de mayo | Partido 3 2-3 de junio | Partido 4 5 de junio | Partido 5 9 de junio |
| -------------------- | ----- | -------------------- | ----------------------- | ----------------------- | ---------------------- | -------------------- | -------------------- |
| Maccabi Tel Aviv (1) | 3–0   | (5) Hapoel Jerusalem | 91-73                   | 74-68                   | 78-72                  |                      |                      |
| Maccabi Haifa (2)    | 3–2   | (3) Hapoel Eilat     | 87-75                   | 105-84                  | 75-78 (OT)             | 72-82                | 71-68                |

#### Final
La final se jugó el 13 de junio a partido único en el Romema Arena de Haifa
| Equipo #1            | Marcador | Equipo #2         |
| -------------------- | -------- | ----------------- |
| Maccabi Tel Aviv (1) | 79-86    | (2) Maccabi Haifa |

| 13 de junio de 2013 | Maccabi Haifa                                          | 86–79                                 | Maccabi Tel Aviv                                     |                                                              |  |
| 20:45               | Parciales: 24–25, 13–17, 20–16, 29–21                  | Parciales: 24–25, 13–17, 20–16, 29–21 | Parciales: 24–25, 13–17, 20–16, 29–21                |                                                              |  |
|                     | Estadísticas Calathes 22 Calathes 10 Mekel, Do.Smith 7 | Reporte Pts Reb Asts                  | Estadísticas Hickman 28 De.Smith 7 Hickman, Ohayon 5 | Pabellón: Romema Arena, Haifa Asistencia: 5,000 espectadores |  |

## Estadísticas individuales

### Valoración
| Puesto | Nombre         | Equipo                | Partidos | Val.  |
| ------ | -------------- | --------------------- | -------- | ----- |
| 1.     | Frank Hassell  | Hapoel Holon          | 26       | 25.4  |
| 2.     | Diamon Simpson | Maccabi Ashdod        | 27       | 22.50 |
| 3.     | Julian Wright  | Maccabi Rishon LeZion | 27       | 21.1  |

### Puntos
| Puesto | Nombre        | Equipo                 | Partidos | PPP  |
| ------ | ------------- | ---------------------- | -------- | ---- |
| 1.     | Jerome Dyson  | Hapoel Holon           | 27       | 20.4 |
| 2.     | Romel Beck    | Bnei HaSharon/Herzliya | 26       | 18.9 |
| 3.     | Scotty Hopson | Hapoel Eilat           | 24       | 18.6 |

### Rebotes
| Puesto | Nombre        | Equipo                 | Partidos | RPP  |
| ------ | ------------- | ---------------------- | -------- | ---- |
| 1.     | Frank Hassell | Hapoel Holon           | 26       | 14.2 |
| 2.     | Jumaine Jones | Bnei HaSharon/Herzliya | 27       | 10   |
| 2.     | Eli Holman    | Hapoel Eilat           | 26       | 10   |

### Asistencias
| Puesto | Nombre         | Equipo        | Partidos | APP |
| ------ | -------------- | ------------- | -------- | --- |
| 1.     | Dominic Waters | Hapoel Holon  | 16       | 7.3 |
| 2.     | Paul Stoll     | Maccabi Haifa | 26       | 5.4 |
| 3.     | Donta Smith    | Maccabi Haifa | 26       | 5.2 |

## Galardones

### MVP de la temporada regular
- Gal Mekel (Maccabi Haifa)

### Mejor quinteto de la Ligat ha'Al
- Gal Mekel (Maccabi Haifa)
- Scotty Hopson (Hapoel Eilat)
- Devin Smith (Maccabi Tel Aviv)
- Pat Calathes (Maccabi Haifa)
- Shawn James (Maccabi Tel Aviv)

### Entrenador del Año
- Brad Greenberg (Maccabi Haifa)

### Estrella emergente
- Bar Timor (Hapoel Tel Aviv)

### Mejor defensor
- Shawn James (Maccabi Tel Aviv)

### Jugador más mejorado
- Eyal Shulman (Barak Netanya)

### Mejor sexto hombre
- Yehu Orland (Barak Netanya)